# منصة النعش

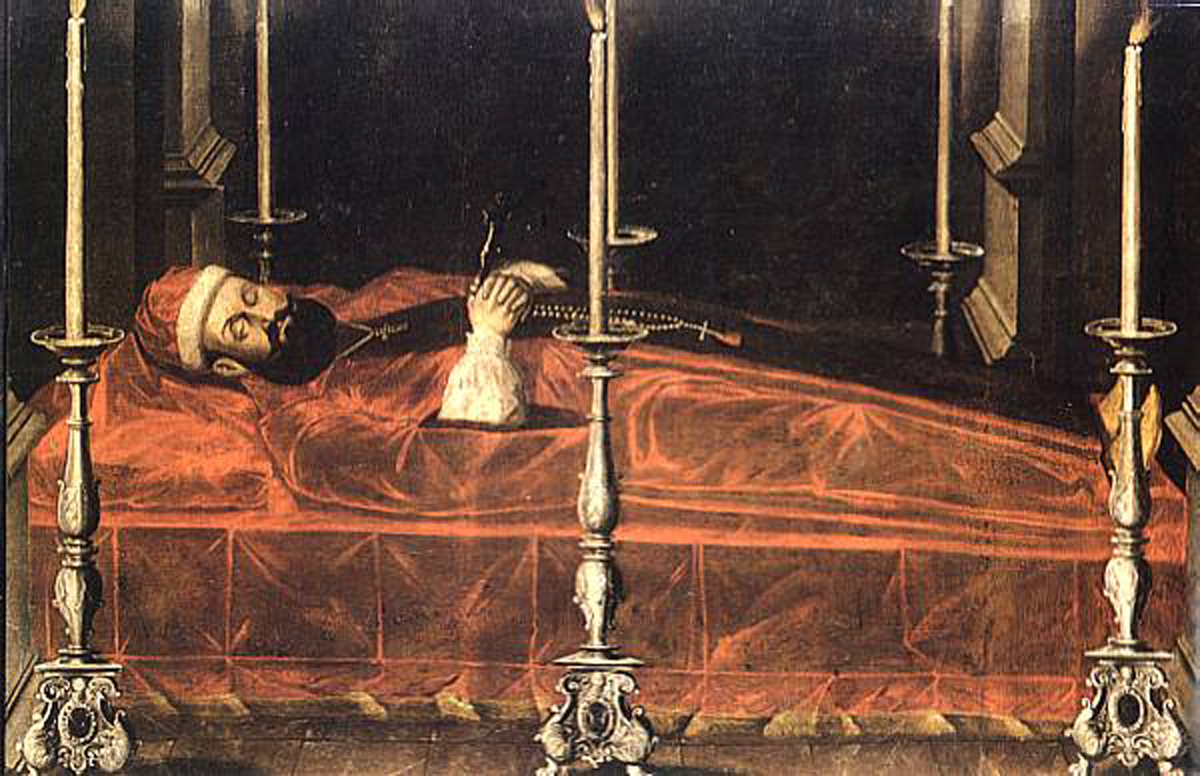
منصة نعش النبيل كرستوف أبالنسكي في بولندا في القرن السابع عشر

منصة النعش ترفع نعش أو التابوت، غالبًا ما تكون متحركة، تُستخدم لدعم النعش أو التابوت أو جثة شخص ميت أثناء جنازة مسيحية أو مراسم تأبين. يمكن بعد القداس عند الروم الكثليين استخدام منصة النعش بدلاً من الجسد عند غسل الميت أو استخدامه خلال قداس الموتى ويوم يوم ذكرة الأرواح.